# Stanisław Klimek (fotografik)
Stanisław Andrzej Klimek (ur. 1956) – polski fotografik oraz wydawca we Wrocławiu.
Po ukończeniu studiów na kierunku matematycznym na Wydziale Podstawowych Problemów Techniki Politechniki Wrocławskiej otworzył atelier fotograficzne we Wrocławiu. Wspólnie z żoną Elżbietą Klimek założyli w 1990 roku wydawnictwo Via Nova. Stanisław Klimek opracował i wydał wiele autorskich albumów fotograficznych prezentujących architekturę i zabytki polskich miast, szczególnie Dolnego Śląska. Jest także autorem ilustracji do książek o architekturze Katmandu i Waranasi (Indie).

## Albumy i foldery (wybór)
- Toruń. Architektura i historia. Via Nova, Wrocław 1994, ISBN 83-90131-43-9
- Zamek Książ = Fürstenstein. Architektura i historia. Via Nova, Wrocław 1996, ISBN 83-88649-34-5
- Gdańsk. Architektura i historia 997-1997. Via Nova, Wrocław 1997, ISBN 83-86642-39-4
- Trzebnica. Sanktuarium św. Jadwigi Śląskiej. Via Nova, Wrocław 2005, ISBN 83-88649-46-9
- Hala Stulecia i tereny wystawowe we Wrocławiu. Dzieło Maksa Berga. Muzeum Architektury we Wrocławiu, Wrocław 2005
- Jakub Tyszkiewicz (tekst): Wrocław 1947. Fotografie lotnicze. Via Nova, Wrocław 2009, ISBN 978-83-6054-4563
- Iwona Bińkowska (tekst): Wrocław. Fotografie z przełomu XIX i XX wieku. Via Nova, Wrocław 2007, ISBN 978-83-60544-10-5
- Maciej Łagiewski (tekst): Stary Cmentarz Żydowski we Wrocławiu. Via Nova, Wrocław 2004, ISBN 83-88649-77-9
- Christian Bau, Niels Gutschow (tekst): Shiva’s Orte. / Shiva’s places. Linguas and rituals in Varanasi. Verlag Peter Hess, Uenzen 2006, ISBN 3-938263-05-9